# Глиадин
Глиади́ны — гликопротеины пшеницы, компонент глютена. Являются проламинами.

## Описание
Глиадины совместно с глютелинами являются глютенообразующими белками (клейковиной). Свойства пшеничного зерна, которые позволяют использовать его для выпекания хлеба, обеспечиваются этими двумя белками.
Виды глиадинов
- α-/β-глиадины — растворимые в алкоголе в малом процентном соотношении.
- γ-глиадины — древняя форма, обогащенная цистином.
- ω5-, ω1,2-глиадины[3] — растворимые в ацетоне в высоком процентном соотношении (30—50 % кислотности).

## Химические свойства
Глиадины являются внутренне-неупорядоченными белками. Такие белки не имеют жесткой трехмерной структуры, но зато могут принимать множество конформаций, обеспечивающих выполнение разных функций. Это же свойство и затрудняет их изучение. 

## Физические свойства
Глиадины растворимы в этиловом спирте.

## Состав
Глиадины богаты пролином, цистином, фенилаланином, амидным азотом и изолейцином. Их состав похож на состав глютелинов, в которых меньше пролина.

## Метаболизм
Молекулы глиадина и его гомологов могут активировать нежелательную реакцию иммунной системы и приводить к глютеновой энтеропатии (целиакии).. Глиадин является наиболее токсичным фрагментом молекулы глютена. Взаимодействие генетически предрасположенного организма с глиадином приводит к активации Т- и В-клеточного иммунного ответов, запуску аутоиммунных реакций, вызывающих воспаление слизистой оболочки тонкой кишки.